# Zimin
Zimin je priimek več oseb:
- Jevgenij Zimin, ruski hokejist
- Konstantin Nikolajevič Zimin, sovjetski general
- Georgij Vasiljevič Zimin, sovjetski general